# ワンダーボーイIII モンスター・レアー
『ワンダーボーイIII モンスター・レアー』 (WONDERBOYIII MONSTER LAIR) は、セガ・エンタープライゼス（現在のセガ）のアクションシューティングゲーム。「ワンダーボーイ」シリーズ第3作目にあたる。開発はウエストンが行っている。日本では1988年11月よりアーケードゲームとして稼働を開始した。アーケード版の基板は「セガ・システム16(A)」を使用している。後にいくつかの家庭用ゲーム機へ移植されている。

## 概要
「ワンダーボーイ」シリーズ第2作目として1987年に登場したセガ社のアーケードゲーム『ワンダーボーイ モンスターランド』（1987年）の続編。前作の主人公「ブック」の冒険が伝説となった時代が舞台。プレイヤー（たち）は主人公の男の子「レオ」と女の子「プラプリル」のどちらかを操作（後述参照）して侵略者から世界を救う事を目指す。今作は一連のシリーズ作の中でもシューティングゲームの要素が多めになっているのが特徴である。
前述したとおり、開発はウエストン社が手掛けている。ディレクターはタイトーから稼働されたアーケードゲーム『忍者くん 魔城の冒険』（1984年）や前作を手掛けた西澤龍一が、プログラムは後にPCエンジン用ソフト『青いブリンク』（1990年）を手掛けた星崎直樹が担当。音楽は前作に引き続き坂本慎一が担当している。
PCエンジン版はゲーム誌『ファミコン通信』の「クロスレビュー」にてゴールド殿堂を獲得した。

## ゲーム内容
プレイヤーはコントローラー1P側（1P）のキャラ「レオ」か、コントローラー2側（2P）のキャラ「プラプリル」のどちらか（もしくは2人同時にそれぞれ）を操作する。
「レオ」は青の剣士、「プラプリル」は赤の魔法使いで杖を用いるが、ゲーム中の性能差はない。

### システム
8方向レバー、2ボタン（ショット、ジャンプ（前半部のみ））によって操作する。全14ステージ。
ステージの構成には前半部のアクションパートと、後半部のシューティングパートが存在する。
前半部・後半部通して体力ゲージが存在しており、前半部は時間経過と共に体力が減るが、
道中に出てくるフード（野菜・果物・スイーツ等）を取るか捕らえられている妖精を救出することで回復できる。
前半部はアクションのため、ジャンプボタンで道中の段差を乗ることが出来、また2P同時プレイの場合は他キャラの頭の上に乗ることも可能。
道中によってはジャンプ後レバーで崖にしがみついて上に上がる場面もある。
龍の口に入って開始される後半部は前半部の体力を引継ぎ開始となるが、道中は体力回復が出来ない（フードが出ない）代わりに体力が自動で減らない。
後半部は横スクロールシューティングとなっており、キャラがドラゴンに乗って空を自由に移動出来るが、敵がドッジボールのような弾を撃ってくるようになる。
弾は当たっても即座にミスにはならないが、体力が減ってしまう。
前半部は時間経過で体力が無くなるか敵に触れると1ミス、後半部は敵弾を喰らいすぎて体力が無くなるか敵に触れると1ミスとなる。

### 武器アイテム
武器アイテムは10秒しか効果が継続できないが、同じアイテムを取得した時のみ10秒伸びる。
ショットの色はキャラに準ずる。（ビッグファイヤーを除く）
- ノーマルショット

　面開始直後、及び武器アイテムの時間が経過した時にこのショットとなる。４連射可能な弾を前に放つが距離制限がある。
- スパイラル

　所持する武器の先から反時計回りに多重に回転する刃を出す。自分の周囲しか攻撃出来ないが威力は高め。
- ファイヤーボール

　自分の前後に連射可能な火の玉を出す。後ろへのショットは距離制限がある為比較的近距離での間合いを強いられる。
- レーザー

　所持する武器の先から高速自動連射可能なレーザーを出す。貫通はしない。
- ミサイル

　所持する武器の先から２連射するミサイルを出す。ミサイルは敵に当たるか一定距離にて爆発し爆風でもダメージを与える。ショットスピードは遅め。
- ワイドリング

　所持する武器の先から距離が離れるほど３段→５段と分裂する連射可能なリングを放つ。
- ビッグファイヤー

　スパイラルの強化版で、大小の火の玉が時計・反時計回りに自分の周りを交互に回転する。スパイラルよりも範囲は広いが、武器アイテム自体がかなり出にくい。
　このアイテムのみ通常は灰色だけのアイテム色に赤の火の玉が描かれている。

## 移植版
各機種版の作品タイトルは（この時代の作品には良くあることだが）「モンスター」の後にドット（ナカグロ）が、「レア」の後に「ー」（長音）が有ったり無かったりと、表記に揺れがあることに留意されたい。
| No. | タイトル                                                                    | 発売日                                      | 対応機種                                    | 開発元             | 発売元                | メディア                                                         | 型式                                           | 備考                                                                               |
| --- | --------------------------------------------------------------------------- | ------------------------------------------- | ------------------------------------------- | ------------------ | --------------------- | ---------------------------------------------------------------- | ---------------------------------------------- | ---------------------------------------------------------------------------------- |
| 1   | ワンダーボーイIII モンスター・レアー                                        | 1989年8月31日 1990年8月1日                  | PCエンジンCD-ROM²                           | アルファ・システム | ハドソン              | CD-ROM                                                           | HCD9006 TGXCD1003                              |                                                                                    |
| 2   | ワンダーボーイIII モンスターレア                                            | 1990年12月22日 1991年4月                    | メガドライブ                                | エイコム           | セガ                  | 4メガビットロムカセット                                          | G-4025                                         |                                                                                    |
| 3   | セガゲーム本舗 ワンダーボーイIII モンスターレアー                           | 2004年4月16日                               | Windows                                     | セガ               | メディアカイト        | CD-ROM                                                           | -                                              | メガドライブ版の移植                                                               |
| 4   | セガエイジス2500シリーズ Vol.29 モンスターワールド コンプリートコレクション | 2007年3月8日                                | PlayStation 2                               | セガ               | セガ                  | CD-ROM                                                           | SLPM-62760                                     | アーケード版、メガドライブ版の移植                                                 |
| 5   | ワンダーボーイIII モンスター・レアー                                        | 2007年12月17日 2007年12月21日 2008年4月15日 | Wii                                         | アルファ・システム | ハドソン              | ダウンロード （バーチャルコンソール）                            | QAUJ QAUE QAUP                                 | PCエンジン版の移植 2019年1月31日 配信・発売終了                                    |
| 6   | ワンダーボーイIII モンスターレア                                            | 2009年1月6日 2009年3月6日 2009年4月20日     | Wii                                         | セガ               | セガ                  | ダウンロード （バーチャルコンソール）                            | MCS MCSP MCSE                                  | メガドライブ版の移植 2019年1月31日 配信・発売終了                                  |
| 7   | Wonder Boy III: Monster Lair                                                | INT 2011年1月26日                           | Windows                                     | セガ               | セガ                  | ダウンロード (Steam)                                             | 71168                                          | SEGA GENESIS（海外版メガドライブ）版の移植                                         |
| 8   | Sega Genesis Classics                                                       | 2018年5月29日                               | Linux macOS PlayStation 4 Xbox One          | d3t セガ           | セガ                  | ダウンロード (Steam、PlayStation Store、 Microsoft Store) BD-ROM | PS4: CUSA-10828 CUSA-09771 XBO: INL-SE10663080 | メガドライブ版の移植                                                               |
| 9   | ワンダーボーイIII モンスターレアー                                          | 2020年12月17日                              | アストロシティミニ                          | 瑞起               | セガトイズ セガ(販売) | プリインストール                                                 | -                                              | アーケード版の移植 本体にあらかじめ収録された36タイトル+おまけ1タイトルのうちの1つ |
| 10  | ワンダーボーイ アルティメット コレクション                                  | 2020年2月17日                               | Nintendo Switch PlayStation 4 PlayStation 5 | ININ Games         | Bliss Brain           | ゲームカード BD-ROM ダウンロード                                 | -                                              | アーケード、メガドライブ版の移植                                                   |

各機器版の特筆するべき事柄を下に記す。
PCエンジンCD-ROM²版
タイトルは『ワンダーボーイIII モンスター・レアー』（ナカグロ有り）。1989年8月31日にハドソンより発売。移植開発はアルファ・システムが担当した。多重スクロールの有無や一部背景の簡略化および後述するゲーム音楽（BGM）以外は概ねAC版に忠実な移植であり、CD-ROMの特性を活かしステージ数も全14ステージが完全に再現されている。当時CD-ROMソフトでの問題点だったデータ読み込みのアクセス時間も短く快適に遊べる仕上がりだった。なおBGMはCD-DA再生による生演奏の豪華アレンジ版に差し替えられているが、当時アーケードゲームをPCエンジンスーパーCD-ROM2用ソフトに移植した場合、大半の作品は同様の仕様となっており本作もまたセールスポイントとなっていた。
そのほか、AC版との差異としては、ボスキャラ対戦前に所持している武器はボスとの対戦中は時間制限が無くなることや、ステージクリア時のボーナス精算をRUNボタンを押しっぱなしにすることにより早送りできるなど（これは改良点と言ってよい）。
2008年から2019年まで、Wii版バーチャルコンソールで日本国外版が配信されていた。
メガドライブ版
タイトルは『ワンダーボーイIII モンスターレア』（ナカグロ・長音無し）。1990年12月22日にセガより発売。ゲーム内容の移植自体は概ねアーケード版に準じたものであったものの、ROM容量の都合でステージ数が全9ステージに削減され、グラフィックはアーケード版から大きくデザインが変更されていた。
2009年から2019年まで、PCE版と共にWiiのバーチャルコンソールで配信されていた。
2011年よりWindowsPCを主なプラットフォームとするSteamで、海外版メガドライブ（SEGA GENESIS）用ソフトの移植版を配信。（Steamクライアントソフトのインストールが必須）
PlayStation 2版
『セガエイジス2500シリーズ Vol.29 モンスターワールド コンプリートコレクション』にアーケード版とメガドライブ版を収録。アーケード版そのままの完全移植はこれが初となる。
アストロシティミニ版
セガグループに属するホビーメーカー・セガトイズからリリースされた、1980年代から1990年代中期のアーケードゲーム36作品（+おまけ1作品）を収録した「復刻系ゲーム機」にAC版を収録。ディスクメディアではなく半導体メモリにプリインストールされているので、ローディングも無くAC版と（ほぼ）同等の状態でプレイが可能となっている。また本体自体の機能として、いわゆる「どこでもセーブ」（ステートセーブ）も可能。

## スタッフ
アーケード版
- プログラマー：星崎直樹
- キャラクター・デザイナー：石塚理恵、鈴子裕美
- ミュージック・コンポーザー、エフェクト・デザイナー：坂本慎一
- ディレクター：西澤龍一
- アシスタント：栗原孝典、税所義仁
- スーパーバイザー：石塚路志人

PCエンジン版
- 編曲：竹間淳
- グラフィック・デザイン：佐々木哲哉
- プログラマー：山本耕司、たかみねたかし
- アシスタント：さかいけんいち、BOKEGI、YOSHINOZUI（吉ノ薗茂夫）
- 効果音：てらもとまさひろ
- テスト・プレイヤー：やまもとみか
- マネージャー：松本有史
- スペシャル・サンクス：小山俊典、笹川敏幸

## 評価
アーケード版
ゲーム誌『ゲーメスト』誌上で行われていた「第3回ゲーメスト大賞」において、年間ヒットゲームで49位を獲得した。
PCエンジン版
- ゲーム誌『ファミコン通信』の「クロスレビュー」では8・8・9・8の合計33点（満40点）でゴールド殿堂入りを獲得[14][8]、レビュアーからはCD-ROMの読み込みによるアクセスタイムは気にならないレベルである事やBGMがCD音源である事が称賛された[14]。またゲームシステムが単純明快である事や難易度の上がり方なども肯定的に評価された[14]。

- その他のゲーム誌での評価は、『月刊PCエンジン』では75・80・80・75・75の平均77点（満100点）、『PC Engine FAN』の読者投票による「ゲーム通信簿」での評価は以下の通りとなっており、24.30点（満30点）となっている[10]。また、この得点はPCエンジン全ソフトの中で34位（485本中、1993年時点）となっている[10]。

| 項目 | キャラクタ | 音楽 | 操作性 | 熱中度 | お買得度 | オリジナリティ | 総合  |
| 得点 | 4.51       | 4.37 | 3.99   | 3.94   | 3.95     | 3.55           | 24.30 |

- ゲーム本『懐かしゲーム機大百科 PCエンジン完全ガイド 1987-1999』では、ハード性能により2重スクロールが再現されていない事を指摘しているが、CD-DAの特徴を活かした生演奏によるBGMや、敵のスピードの低下やコンティニューが追加され難易度が調整されている事、ボス戦における特殊武器の時間無制限化などに関して「アーケード版より遊びやすくなっている」と肯定的に評価した[12]。

メガドライブ版
ゲーム誌『ファミコン通信』の「クロスレビュー」では合計24点（満40点）、『メガドライブFAN』の読者投票による「ゲーム通信簿」での評価は以下の通りとなっており、16.75点（満30点）となっている。
| 項目 | キャラクタ | 音楽 | 操作性 | 熱中度 | お買得度 | オリジナリティ | 総合  |
| 得点 | 3.23       | 2.67 | 2.86   | 2.73   | 2.59     | 2.67           | 16.75 |